# Consejo Nacional Militar (Surinam)
El Consejo Nacional Militar (en neerlandés: Nationale Militaire Raad, NMR) fue la junta militar gobernante de Surinam entre el Golpe de los sargentos de 1980 y las elecciones generales de 1987.

## Historia
Formado inmediatamente después del Golpe de los sargentos, el NMR inicialmente estaba formado por los siguientes ocho oficiales militares:
- Dési Bouterse (sargento mayor)
- Roy Horb (sargento)
- Ramon Abrahams (sargento)
- Stanley Joemman (sargento)
- Chas Mijnals (sargento)
- Laurens Neede (sargento)
- Michel van Rey (primer teniente)
- Badrissein Sital (sargento mayor)

Sital se convirtió en presidente del NMR, aunque Bouterse (el nuevo comandante del Ejército Nacional de Surinam) pronto emergió como el hombre fuerte . De estos ocho, sólo Horb y Bouterse habían participado realmente en el golpe como miembros del Grupo de los Dieciséis (en neerlandés: Groep van Zestien). Abrahams, Neede y Sital habían sido arrestados por formar un sindicato militar y en ese momento estaban encarcelados en el cuartel de Memre Boekoe.
El NMR nombró a Henk Chin A Sen nuevo primer ministro el 15 de marzo de 1980, con André Haakmat designado vice primer ministro el 15 de agosto de 1980. Se llevaron a cabo negociaciones con el entonces presidente Johan Ferrier, que dieron como resultado la preservación del orden jurídico democrático y la constitución vigente; luego, Ferrier permaneció como presidente, antes de ser finalmente derrocado el 15 de agosto de 1980.
El rumbo del NMR fue moderado al principio, aunque se desarrollaron varias alas. El 15 de septiembre de 1980, el «ala izquierdista» formada por Mijnals (miembro del RVP), Sital y Joemman fueron arrestados y sentenciados a varios años de prisión por cargos de conspiración. A partir de entonces, Bouterse también giró hacia la izquierda, con el resultado de que los tres fueron liberados al cabo de unos meses. Sital fue nombrado ministro de Salud, mientras que Mijnals y Joemman obtuvieron puestos importantes en el ejército. El cambio de rumbo de Bouterse fue motivado en parte por la creciente influencia de Haakmat, quien por lo tanto fue relevado de su cargo el 7 de enero de 1981.
Después de los asesinatos de diciembre, el NMR continuó hasta que se celebraron las elecciones generales el 25 de noviembre de 1987. Accidentalmente, tras la ejecución de Bishop y la invasión estadounidense de Granada en octubre de 1983, Bouterse abandonó su rumbo de izquierdista y expulsó a los asesores cubanos que se encontraban en el país. Después de las elecciones generales de 1987, Bouterse siguió siendo líder del ejército hasta 1988.